# Isidor Toniuc
Isidor Stanislav Toniuc (n. 12 februarie 1912, Siret - d. 17 iunie 1998, Rădăuți) a fost un preot greco-catolic român, care a îndeplinit funcția de vicar general al Vicariatului greco-catolic ucrainean din România.

## Biografie
A fost hirotonit ca preot greco-catolic în anul 1937 la Baia Mare . A fost numit apoi ca vicar general al Vicariatului greco-catolic ucrainean, aflat în jurisdicția Eparhiei greco-catolice de Maramureș.
În anul 1948, prin  Decretul 458, a fost desființată Biserica Română Unită cu Roma, Greco-Catolică de către regimul comunist, patrimoniul acesteia trecând la Biserica Ortodoxă Română. Deoarece Vicariatul greco-catolic ucrainean aparținea de Episcopia de Maramureș, a fost și el desființat. La acea dată, pr. Toniuc avea în grijă 31 de parohii cu 41 de biserici și 40.000 de credincioși ucraineni greco-catolici. 
Vicarul general Isidor Toniuc, împreună cu mulți credincioși ai săi, a refuzat să treacă la Biserica Ortodoxă Română, motiv pentru care ei au fost anchetați o jumătate de an. Nu i s-a permis să-și ia un avocat care să-l apere. Apoi, preotul Toniuc a fost arestat și condamnat la opt ani de închisoare cu confiscarea averii. 
Prigoana comunistă s-a extins și asupra familiei sale formate din șapte persoane: soția sa, care lucra ca învățătoare, a fost concediată și angajată ca îngrijitoare la un spital, iar copiii mai mari au fost exmatriculați din facultate. Familia sa a fost evacuată din locuință, deși avea și trei copii între 5 și 12 ani și i-a fost stabilit domiciliu forțat. Timp de doi ani, familia sa nu a știut nimic despre soarta părintelui . 
Preoții greco-catolici ruteni din Bucovina au cerut protecția Episcopiei romano-catolice de Iași. În condițiile în care episcopul Anton Durcovici murise în închisoare, la conducerea episcopiei s-a aflat preotul Petru Pleșca, agreat de autorități. Acesta a comunicat Guvernului României prin adresa nr. 4502 din 21 februarie 1955 că „preoții Maniu Nicolae, Rogojinschi Emil, Toniuc Isidor și Vorobchievici Vladimir nu aparțin bisericii noastre catolice, nu-i avem în evidența preoților noștri și nu au legături de jurisdicție cu noi”. Pleșca a fost consacrat episcop zece ani mai târziu.
Pr. Isidor Toniuc a decedat și a fost înmormântat la Rădăuți.